# Thinodytes clypeatus
Thinodytes clypeatus is een vliesvleugelig insect uit de familie Pteromalidae. De wetenschappelijke naam is voor het eerst geldig gepubliceerd in 1918 door Girault.